# Harald Isenstein
Kurt Harald Isenstein (født 13. august 1898 i Hannover, Tyskland, død 3. februar 1980 i København) var en tysk/dansk kunstner og billedhugger. Han var søn af grosserer Adolf Isenstein og Jenny født Meyer.

## Levnedsbeskrivelse
Isenstein gik i privatskole i Berlin og i 1917 blev han optaget på Berlins Kunstakademi, men blev kort efter indkaldt som soldat i 1. verdenskrig. Efter krigen fortsatte han dog studiet, og blev i 1920'erne en aktiv deltager i det berlinske kunstnerliv. Ved Hitlers magtovertagelse i 1933 valgte han med sin familie at flytte til København hvorfra hans mors familie kom. Under 2. verdenskrig måtte han som mange andre jøder flygte til Sverige.
I 1947 blev Isenstein dansk statsborger, og i 1949 blev han ansat som kunstlærer på Bernadotteskolen. Men hans pædagogiske indsats kom dog ikke til at begrænse sig til skolebørn, og han oprettede bl.a. sin egen kunstskole: "Harald Isenstein. Kunstskole".
Isenstein lavede gennem sin karriere adskillige portrætter af kendte mennesker (heriblandt en berømt Albert Einstein buste fra 1924), men indrømmede dog villigt, at han foretrak at modellere børn. Isenstein lavede gravmindet til Gretha Vestergaard, offer af bombardementet af Den Franske Skole, som blev emne for podcasten Kiggerpigen.
Harald Isenstein blev også kendt som en aktiv formidler af kunsten gennem sine programmer for Danmarks Radio. I radioen var det programmet Maleklubben som blev bestyret af Isenstein, og parallelt hermed blev programmet også fra 1951 til 1954 gennemført som det første program for børn i fjernsynet, vistnok med titlen Maleklubben udstiller.
Harald Isenstein er begravet på Mosaisk Vestre Begravelsesplads.

## Udgivelser af Isenstein
- Käthe Kollwitz, 1949 (medforfatter Käthe Kollwitz)
- Leg med ler, 1955 (oversat til flere sprog)
- Leg med ler, Tegninger af forfatteren, 1955
- Form i ler, Klumpernes kunst, 1957
- Hildegard og Harald Isenstein 1920-1960, 1960
- Leg med ler - og form i ler, 1970